# 얼스터의 붉은 손

얼스터의 붉은 손

얼스터의 붉은 손(영어: Red Hand of Ulster, 아일랜드어: Lámh Dhearg Uladh)은 문장학에서 아일랜드섬의 전통적인 지방인 얼스터를 상징하는 문양이다. 오닐의 붉은 손(Red Hand of O'Neill), 아일랜드의 붉은 손(Red Hand of Ireland)이라고 부르기도 한다.
켈트 다신교에 등장하는 인물인 붉은 손 라브라드(아일랜드어: Labraid Lámh Dhearg, 영어: Labraid of the Red Hand)에서 유래된 문양으로 구술에 의해 전해진 다른 신화에서도 보인다. 이 문양은 아일랜드의 게일 문화에 뿌리를 두고 있다. 최근에는 얼스터 왕당주의의 상징으로 사용되고 있다.

## 같이 보기
- 얼스터 배너
- 북아일랜드의 국기